# Sapucaí-Mirim
Sapucaí-Mirim é um município do estado de Minas Gerais, no Brasil. Sua população recenseada pelo Instituto Brasileiro de Geografia e Estatística em 2022 era de 6 311 habitantes. O município se localiza na Região Imediata de Itajubá, no extremo sul do estado; sua área sendo de 285,073 km², a densidade demográfica resulta em 22,14 habitantes por quilômetro quadrado.

## História
O município foi criado em 17 de dezembro de 1937 com território desmembrado de Paraisópolis.

## Geografia

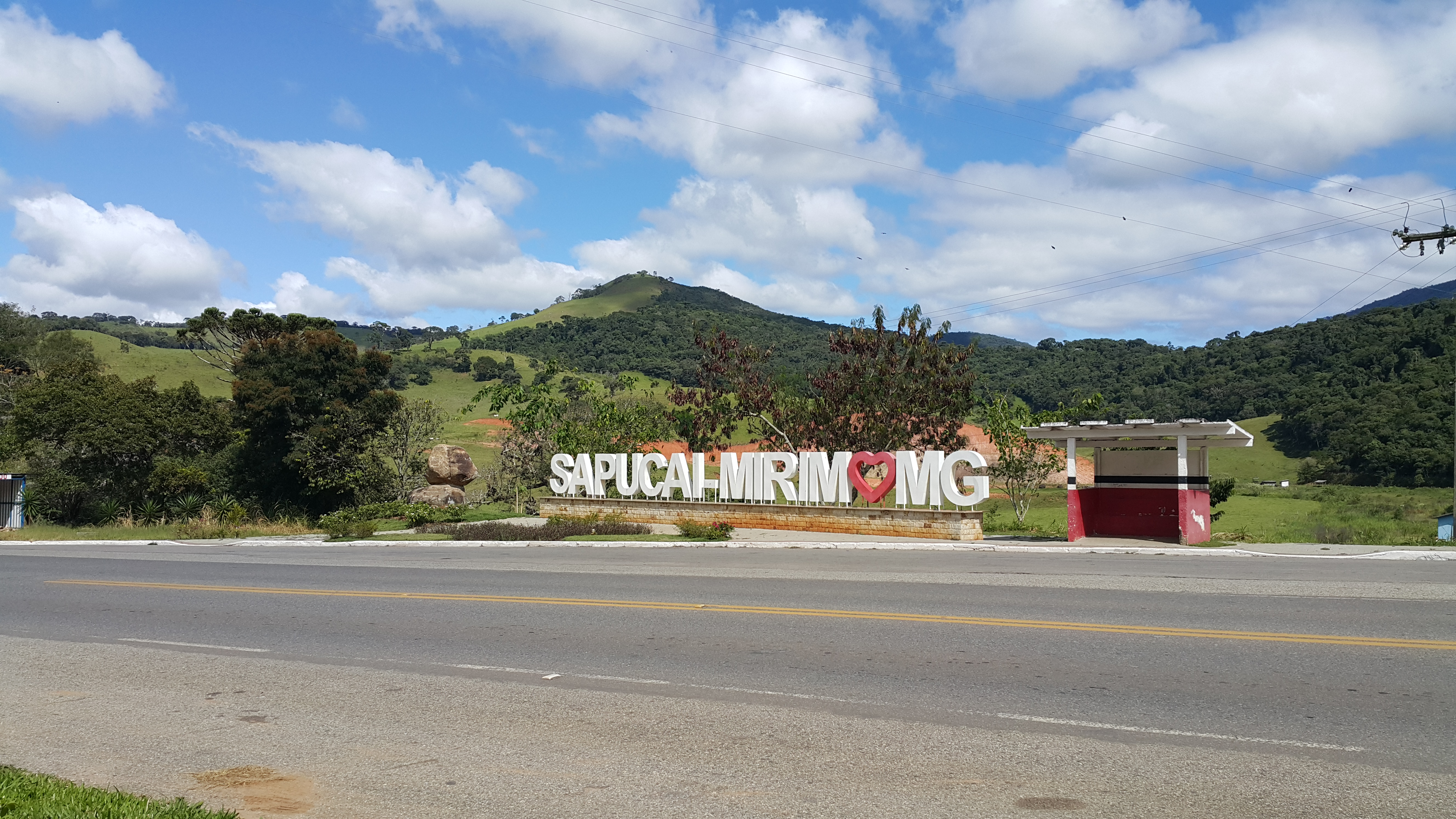
Letreiro ao lado da rodovia MG-173.

Seus limites são Gonçalves a norte, São Bento do Sapucaí (SP) a nordeste, Santo Antônio do Pinhal (SP) a sudeste, Monteiro Lobato (SP) a sul, São José dos Campos (SP) a sudoeste e Camanducaia a oeste.
Sapucaí-Mirim tem a curiosidade de ser, na prática, quase um exclave de Minas Gerais no estado de São Paulo. A menos que se faça uso de algumas estradas vicinais de difícil acesso e tráfego, em péssimo estado na época das chuvas e que fazem a ligação com Camanducaia e Gonçalves, não é possível chegar ao município partindo de qualquer outro ponto de Minas Gerais sem passar por território paulista. Da mesma forma, o principal e mais curto caminho rodoviário da capital de São Paulo à cidade paulista de São Bento do Sapucaí passa por Sapucaí-Mirim, e portanto através de território mineiro. Esta é uma situação semelhante às regiões austríacas de Kleinwalsertal e Jungholz, que só podem ser acessadas por terra a partir da Alemanha, embora ao contrário destas, no caso de Sapucaí-Mirim o acesso rodoviário direto exista - apenas é bem pouco confortável e impraticável em muitos casos.

### Rodovias
A principal rodovia que corta o município é a MG-173.

## Topônimo
"Sapucaí-mirim" é um termo tupi que significa "pequena água de sapucaia", através da junção dos termos ïasapuka'i ("sapucaia"),  'y  ("água") e mirim ("pequeno").

## Administração pública
Os prefeitos municipais de Sapucaí-Mirim foram os seguintes:
| Nº | Nome                        | Início do mandato | Fim do mandato |
| 1  | Vitrúvio Marcondes Pereira  | 01/01/1938        | 07/09/1945     |
| 2  | Joaquim Simões Almeida      | 08/09/1945        | 31/12/1946     |
| 3  | José Rodrigues Coelho       | 01/01/1947        | 15/01/1947     |
| 4  | José Wilson Menegale        | 15/01/1947        | 08/04/1947     |
| 5  | Francisco Pinto de Carvalho | 09/04/1947        | 31/12/1947     |
| 6  | Lamartine José de Faria     | 01/01/1948        | 30/01/1951     |
| 7  | Joaquim Simões Almeida      | 31/01/1951        | 08/01/1955     |
| 8  | Vicente Claudino Barbosa    | 09/01/1955        | 30/01/1959     |
| 9  | Sílvio Ramos de Siqueira    | 31/01/1959        | 30/01/1963     |
| 10 | Joaquim Vicente da Silva    | 31/01/1963        | 31/01/1967     |
| 11 | Geraldo Marques de Oliveira | 01/02/1967        | 31/01/1977     |
| 12 | João Ribeiro Braga          | 01/02/1977        | 01/02/1983     |
| 13 | José Benedito Rennó         | 02/02/1983        | 31/01/1989     |
| 14 | João Borges da Costa        | 01/02/1989        | 31/12/1992     |
| 15 | José Benedito Rennó         | 01/01/1993        | 31/12/1996     |
| 16 | José dos Santos Souza       | 01/01/1997        | 31/12/2000     |
| 17 | José Benedito Rennó         | 01/01/2001        | 31/12/2004     |
| 18 | Geraldo Reginaldo Caovila   | 01/01/2005        | 31/12/2008     |
| 19 | Geraldo Reginaldo Caovila   | 01/01/2009        | 31/12/2012     |
| 20 | Jefferson Benedito Rennó    | 01/01/2013        | 31/12/2016     |
| 21 | Jefferson Benedito Rennó    | 01/01/2017        | 31/12/2020     |
| 22 | Nilson Gonçalves Trindade   | 01/01/2021        | 31/12/2024     |